# André Chamson
André Chamson (* 6. Juni 1900 in Nîmes; † 9. November 1983 in Paris) war ein französischer Schriftsteller, Publizist und Archivar. Während der NS-Besatzungszeit kämpfte er im Untergrund. Neben zahlreichen Romanen verfasste er einige Bände mit politischen oder philosophischen Essays. Als kennzeichnend für Chamson gilt seine Verbindung von regionalen Belangen und Gesellschaftskritik.

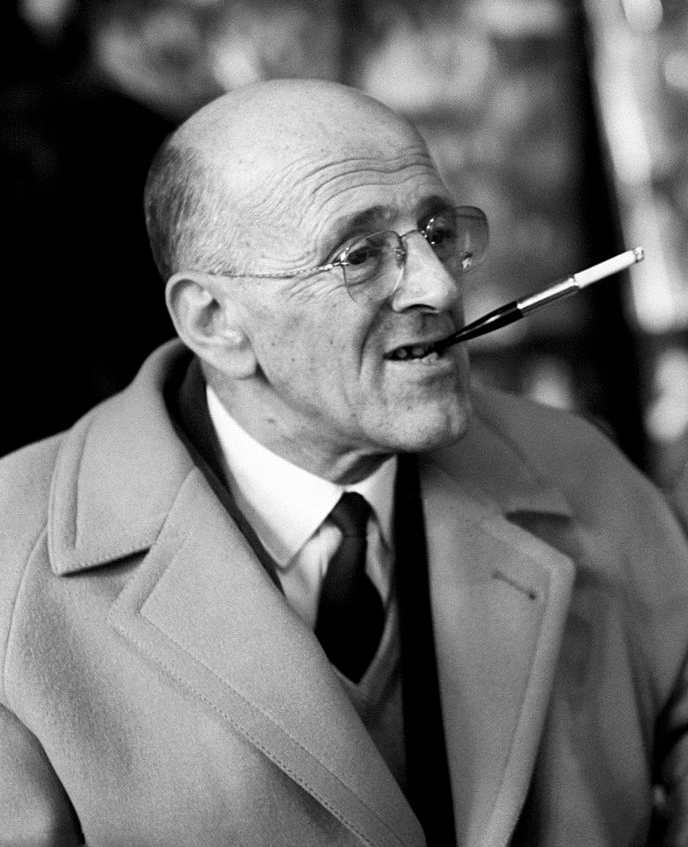
Andre Chamson 1962

## Leben
Chamson wuchs in Le Vigan in den Cevennen auf, die auch der bevorzugte Schauplatz seiner Erzählungen sind. Ihre durch schwere Arbeit geadelte Bevölkerung stellte er als beispielhaft für den europäischen Menschen dar. Nach dem Besuch der Lyzeen von Alès und Montpellier studierte Chamson Geschichte, Paläographie (Kenntnis der Schriftaltertümer) und Kunstgeschichte in Paris. Zunächst war er in der dortigen Nationalbibliothek tätig, ab 1924 Sekretär einer staatlichen Kommission für Kunsterziehung, ab 1933 Konservator und Kurator an den Museen der Schlösser von Versailles und Trianon. 

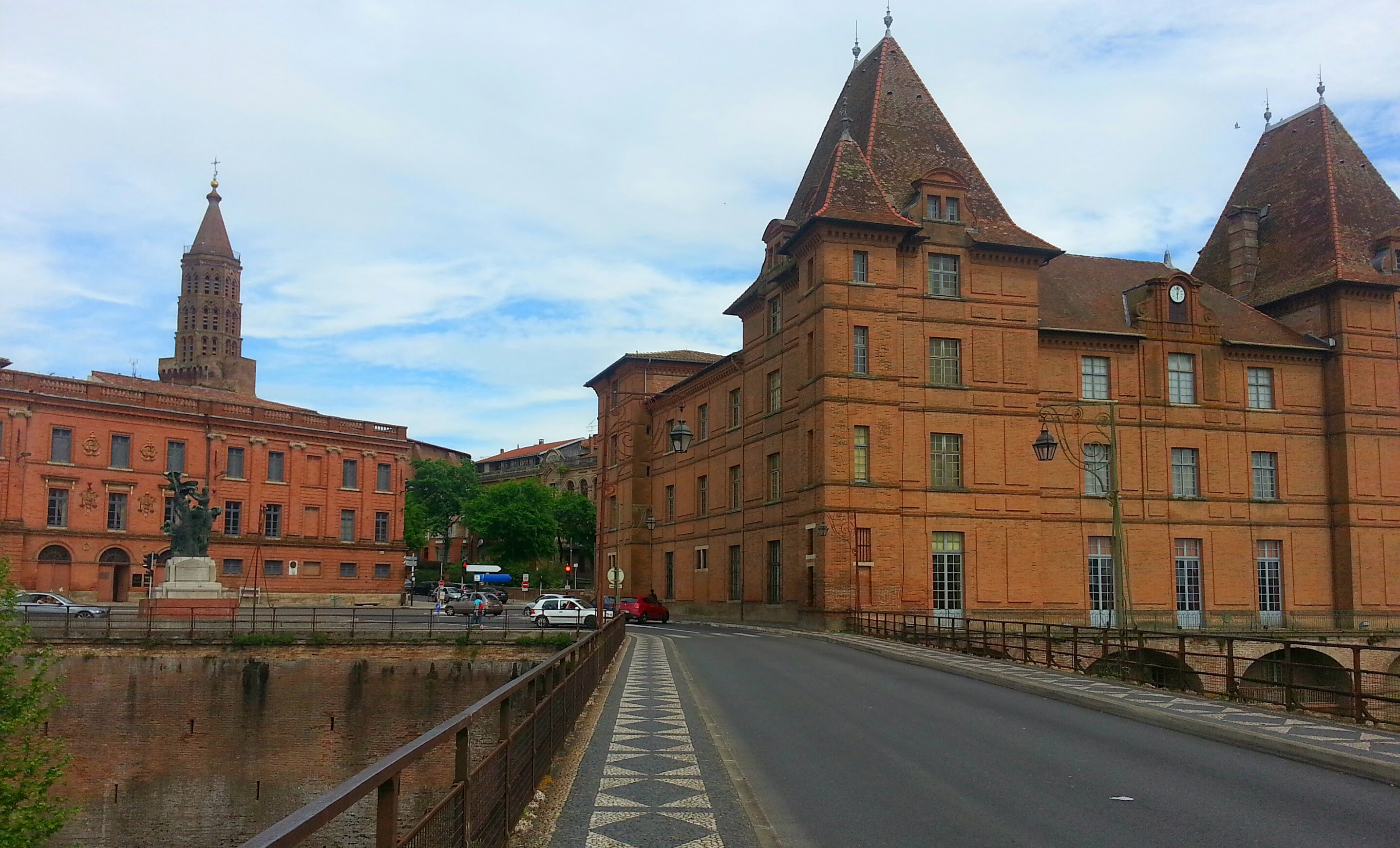
Blick auf das Musée Ingres Bourdelle (rechts)

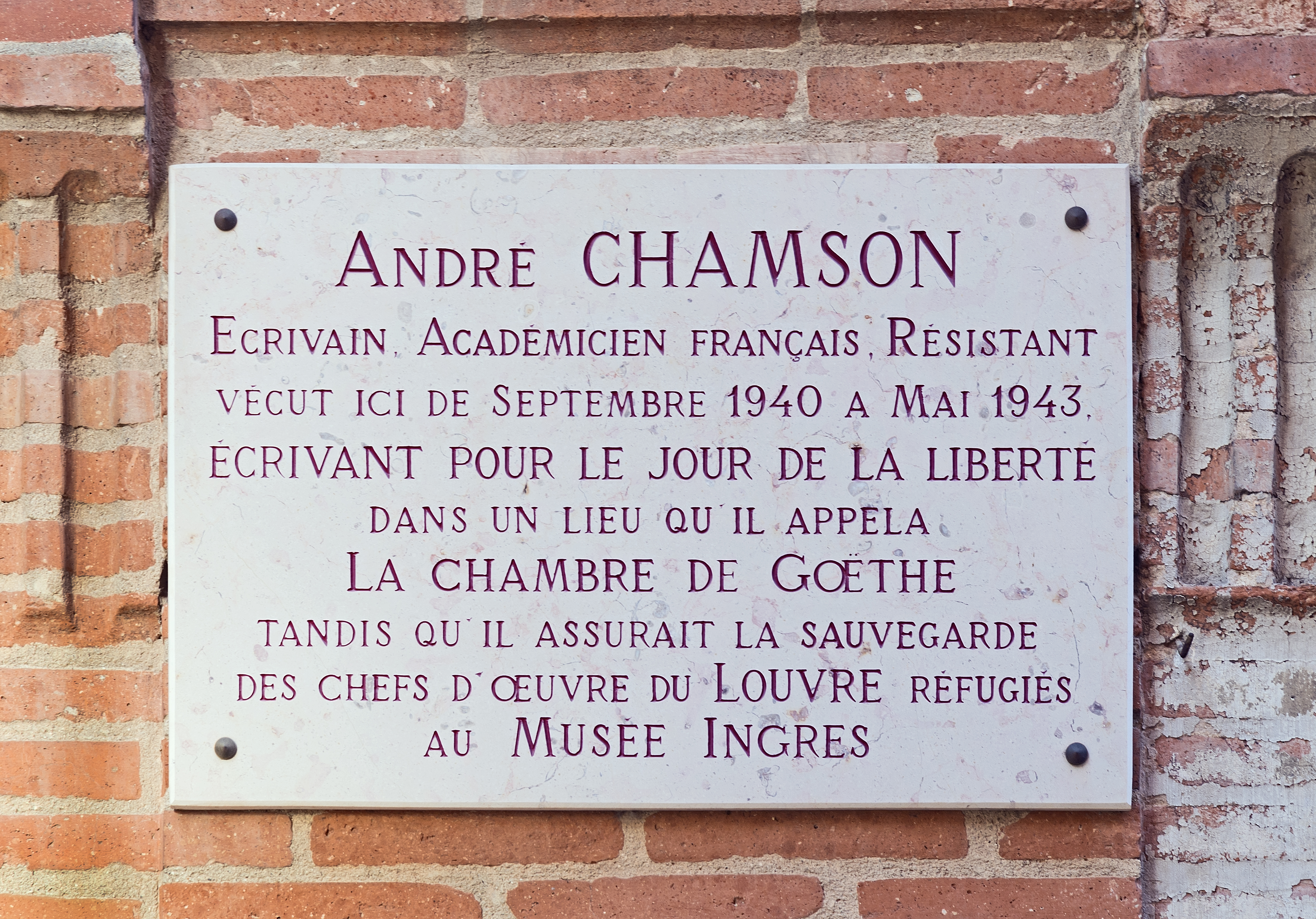
Gedenktafel für André Chamson

1934 wurde der bekennende Protestant und Antifaschist in das kurzzeitige Kabinett Daladiers berufen. Ab 1935 leitete er das von ihm selbst mitbegründete Wochenblatt Vendredi (Freitag), das gleichfalls antifaschistische Positionen bezog, allerdings nur bis 1938 bestand. Chamson unterstützte auch das republikanische Spanien. Den Zweiten Weltkrieg machte er zunächst als Hauptmann mit. Dann betreute er die nach Montauban ins Musée Ingres Bourdelle evakuierten Kunstschätze aus dem Louvre. Daran erinnert heute eine Gedenktafel.
Für die Résistance leistete er illegale Arbeit. Nach der Befreiung nahm er seine Tätigkeit als Kurator wieder auf, daneben engagierte er sich in der Literaturzeitschrift Europa. Für die Sowjetunion trat er mit kritischer Sympathie ein. Von 1959 bis 1971 war er Direktor der Archives Nationales in Paris. 
Seit 1956 gehörte Chamson der Académie française an. In Le Vigan, Montpellier und Meyrueis wurden Schulen nach ihm benannt. 1954 wurde er Mitglied der Deutschen Akademie für Sprache und Dichtung.
In seinen Romanen habe sich Chamson bis zuletzt mit der Unordnung der Geschichte beschäftigt, durch die doch so viele Existenzen vernichtet würden, schrieb Engler.

## Ehrungen
- Mitglied der Académie française

- Großkreuz der Ehrenlegion
- Ordre national du Mérite (Großoffizier)
- Croix de Guerre 1939–1945
- Médaille de la Résistance

## Werke
- Attitudes, 1923
- Roux le Bandit, Roman, 1925, deutsch … der nicht mit den anderen ging, Hamburg 1949
- L’Homme contre l’Histoire, Essays, 1927
- Les Hommes de la route, Roman, 1927, auch Bamberg 1933
- Le Crime des Justes, Roman, 1928 (Das Verbrechen der Gerechten)
- Tabusse. La fête et le char, 1928
- Clio, ou l’Histoire sans les Historiens, 1929
- Tyrol, Essays, 1930
- L’Aigoual, 1930
- Histoire de Magali, 1930
- Histoires de Tabusse, 1930
- Li Nivo éron si compagno. Compagnons de la Nuée, 1930
- La Révolution de dix-neuf, suivi de: Esquisse d’une théorie de l’immunité, 1930
- Affirmations sur Mistral, 1931
- Héritages, Roman, 1932
- L’Auberge de l’abîme, Roman, 1933, deutsch Die Herberge in den Cevennen, Leipzig 1934, München 1954
- L’Année des vaincus, 1934
- Les Quatre Éléments, Roman, 1935
- Retour d’Espagne, 1937
- La Galère, Essays, 1939
- Quatre mois, carnet d’un officier de liaison, 1940
- Écrit en 1940, 1944
- Le Puits des miracles, Roman, 1945, deutsch Der Wunderbrunnen, Potsdam 1950
- Le Dernier Village, Roman, 1946
- Écrit en 1944, 1947
- Fragments d’un liber veritatis 1941–1942, Essays, 1947
- La Peinture française au Musée du Louvre, 1948
- Si la parole a quelque pouvoir, discours et articles de revues 1945–1947, 1948
- L’Homme qui marchait devant moi, Roman, 1948
- Le Garçon, la Fille et la Bête, 1951
- La Neige et la Fleur, Roman, 1951, deutsch Blüte unterm Schnee, Stuttgart 1953
- On ne voit pas les cœurs, quatre actes, 1952
- La fin de “Greenville”, 1953
- Le Chiffre de nos jours, Roman, 1954
- L’École de tout le monde, 1954
- Courbet, 1955, deutsch: Gustave Courbet. 1819–1877, Verlag Kurt Desch, München/Wien/Basel 1956
- Le drame de Vincennes. Bernard Grasset Éditeur, Paris 1955.
- Adeline Venician, Roman, 1956, deutsch Stuttgart 1957
- Nos ancêtres, les Gaulois, 1958
- Bergwasser, Zürich 1961
- Devenir ce qu’on est, 1961
- Le rendez-vous des espérances, 1961
- Comme une pierre qui tombe, Roman, 1964
- La Petite Odyssée, Roman, 1965
- La Superbe, Roman, 1967
- Suite cévenole, 1968
- Suite pathétique, 1969
- La Tour de Constance, Roman, 1971
- Les Taillons ou la Terreur blanche, 1974
- La Reconquête. 1944–1945. Plon, Paris 1975
- Sans peur, Roman, 1977
- Castanet, le camisard de l’Aigoual, 1979
- Catinat, gardian de Camargue, 1982
- Il faut vivre vieux, 1984